# Łazeszczyna (przystanek kolejowy)
Łazeszczyna (ukr. Лазещина, ros. Лазещина) – przystanek kolejowy w miejscowości Łazeszczyna, w rejonie rachowskim, w obwodzie zakarpackim, na Ukrainie.

## Historia
Przystanek istniał przed II wojną światową. W dwudziestoleciu międzywojennym był najdalej na wschód położonym punktem zatrzymywania się pociągów w Czechosłowacji i ostatnim przed granicą z Polską. Gdy przystanek leżał w Czechosłowacji nosił nazwę Zimir. Po II wojnie światowej przyłączono te tereny do Związku Radzieckiego i przystanek utracił nadgraniczny charakter.